# Yoshinori Taguchi
Yoshinori Taguchi (田口 禎則, Taguchi Yoshinori) est un footballeur japonais né le 14 septembre 1965 à Saitama dans la préfecture de Saitama au Japon.